# Terry Hayes (Politikerin)
Teresea M. „Terry“ Hayes ist eine US-amerikanische Politikerin, die seit 2015 Maine State Treasurer ist.

## Leben
Terry Hayes schloss das Bowdoin College im Jahr 1980 mit dem Bachelor im Bereich Government ab. Im Jahr 2014 erwarb sie am Thomas College den Master of Business Administration. Neben ihrer politischen Karriere arbeitete sie als Lehrerin, Mitarbeiterin in der Erwachsenenbildung und im Immobilienbereich.
Als Mitglied der Demokratischen Partei war Hayes von 2006 bis 2014 Mitglied im Repräsentantenhaus von Maine. Ihr Wahlkreis umfasst die Towns Buckfield, Hartford, Paris und Sumner im Oxford County. Im Jahr 2014 trat sie als parteilose Kandidatin, nominiert durch die Republikanische Partei gegen die bisherige Amtsinhaberin Neria Douglass an und gewann die Wahl zur State Treasurer von Maine. Sie ist die erst parteilose Amtsinhaberin.
Terry Hayes ist mit Steve Hayes verheiratet und hat drei Kinder.